# Niedzieliska (Petite-Pologne)
Pour les articles homonymes, voir Niedzieliska.
Niedzieliska est une localité polonaise de la gmina de Szczurowa, située dans le powiat de Brzesko en voïvodie de Petite-Pologne.